# Mih Moulahoum
Mih Moulahoum (também escrito  Moui Oum el Ahoum) é uma vila na comuna de Mih Ouensa, no distrito de Mih Ouensa, província de El Oued, Argélia. A vila está localizada 8 quilômetros (5 milhas) ao sul de Mih Ouensa e 30 quilômetros (19 milhas) a sudoeste da capital provincial El Oued.